# ニュートラルレッド
Template:PH indicator
ニュートラルレッド（Neutral red、toluylene red、Basic Red 5、C.I.50040）は組織学の染色に使用されるeurhodin色素である。組織学の一般的な染色として、また他の色素と組み合わせた対比染色として、また多くの染色法に使用される。ヤヌスグリーンBとともに、胚組織の染色や血液のsupravital stainingに使用される。細胞のゴルジ体や神経細胞のニッスル小体の染色にも使用できる。
微生物学ではマッコンキー寒天培地でラクトース発酵菌を区別するために使用される。
ニュートラルレッドは生体染色として使用できる。Neutral Red Cytotoxicity Assayは、1984年に Ellen Borenfreund により初めて開発された。Neutral Red Assayでは、生きた細胞はニュートラルレッドをリソソームに取り込む。細胞が死滅し始めると、ニュートラルレッドを取り込む能力が低下する。従って、ニュートラルレッドの取り込みの減少は、細胞の生存能力の減少に相当する。ニュートラルレッドは、ウイルスの力価のための細胞培養物の染色にも使用される。
ニュートラルレッドは細菌や細胞培養用の増殖培地のいくつかに添加される。通常、塩化物塩として利用できる。
ニュートラルレッドは酸塩基指示薬として機能し、pH6.8から8.0の間で赤色から黄色に変化する。

## その他の参考文献
- Borenfreund, Ellen; Puerner, James A. (1985). “Toxicity determined in vitro by morphological alterations and neutral red absorption”. Toxicology Letters 24 (2–3):  119–124. doi:10.1016/0378-4274(85)90046-3. PMID 3983963.
- Borenfreund, E.; Babich, H.; Martin-Alguacil, N. (1988). “Comparisons of two in vitro cytotoxicity assays—The neutral red (NR) and tetrazolium MTT tests”. Toxicology in Vitro 2 (1):  1–6. doi:10.1016/0887-2333(88)90030-6. PMID 20702351.